# Samuel Weale
Samuel Weale, noto anche come Sam Weale (Yeovil, 9 febbraio 1982), è un pentatleta britannico.

## Biografia
Ha rappresentato la Gran Bretagna ai Giochi olimpici estivi di Pechino 2008 e di Londra 2012, classificandosi rispettivamente al 10º ed al 13º posto nella gara individuale maschile.